# Paweł Tysler
Paweł Tysler (inne formy nazwiska – Tissler, Tisler) (ur. 27 sierpnia 1897 w Bichówce, zm. 25 grudnia 1931 w Poznaniu) – pilot, chorąży Wojska Polskiego, uczestnik wojny polsko-bolszewickiej, kawaler Orderu Virtuti Militari.

## Życiorys
Syn Franciszka i Amelii z domu Mazurowska. W Pelplinie ukończył szkołę powszechną. 1 marca 1916 r. został powołany do odbycia służby wojskowej w armii niemieckiej. Początkowo służył w 4 pułku w Poznaniu, 15 czerwca 1917 r. został skierowany do Szkoły Lotniczej we Fryburgu Bryzgowijskim. Po jej ukończeniu walczył w 10 eskadrze myśliwskiej na froncie zachodnim, od 10 września 1917 r. uczył się w szkole pilotów. 6 stycznia 1919 r. został zdemobilizowany z armii niemieckiej i powrócił do Pelplina.
27 sierpnia 1919 r. ochotniczo zgłosił się do służby w odrodzonym Wojsku Polskim i otrzymał przydział do 63 pułku strzelców. Z racji swego doświadczenia lotniczego został 20 listopada 1919 r. skierowany do Szkoły Pilotów na poznańskiej Ławicy. 20 maja 1920 r. został przydzielony do 6 eskadrze wywiadowczej i w jej składzie wziął udział w walkach na froncie. 5 sierpnia, w załodze z ppor. obs. Ryszardem Hesse, przeprowadził rozpoznanie na trasie Lwów – Brody – Radziwiłłów – Baszkówka – Bereżce – Młynowce – Podleśce – Krzemieniec – Wiśniowiec – Horynka – Krutniów – Podkamień – Lwów. 12 sierpnia, w załodze z por. obs. Kazimierzem Kubalą, przeprowadził kolejne dalekie rozpoznanie na trasie Lwów – Toporów – Szczurowice – Redków – Beresteczko – Stojanów – Radziechów – Lwów. Na podstawie wyników tego rozpoznania dowództwo przeprowadziło kontratak dostępnymi siłami lotniczymi, który doprowadził do zatrzymania ataku nieprzyjaciela. 18 sierpnia wyróżnił się podczas lotów wykonywanych w obronie Lwowa.
20 września 1920 r. został przeniesiony do 18 eskadry wywiadowczej w Warszawie. W październiku 1920 r. otrzymał prawo, na czas służby w Wojsku Polskim, noszenia odznaki pilota. 1 czerwca 1921 r. został skierowany na kurs do Wyższej Szkoły Pilotów w Poznaniu. Ukończył go 20 sierpnia 1921 r. i powrócił do 6 eskadry wywiadowczej w Łucku. 18 września 1922 r. został przeniesiony do Wyższej Szkoły Lotniczej w Grudziądzu, następnie był instruktorem w 3 pułku lotniczym w Poznaniu. W marcu 1923 r. otrzymał prawo do noszenia włoskiej odznaki pilota.
16-17 września 1922 r. wziął udział na samolocie Ansaldo SVA-9 w I Krajowym Locie Okrężnym zorganizowanym przez Aeroklub RP, podczas którego zajął 6. miejsce.
W kwietniu 1927 r. otrzymał przydział do Oficerskiej Szkoły Lotnictwa w Dęblinie, gdzie służył przez rok w charakterze instruktora pilotażu. W listopadzie 1928 r., w uznaniu zasług podczas wojny polsko-bolszewickie, otrzymał prawo do noszenia polowej odznaki pilota. Na początku 1929 r. został przeniesiony, na jego prośbę, do 4 pułku lotniczego w Toruniu. Od połowy 1930 r. służył w Lotniczej Szkoły Strzelania i Bombardowania w Grudziądzu.
Zmarł 25 grudnia 1931 r. w Poznaniu, za przyczynę zgonu uznano wylew krwi do mózgu. Został pochowany na tamtejszym cmentarzu garnizonowym – kwatera 5, miejsce 243.

## Życie prywatne
9 sierpnia 1921 r. zawarł związek małżeński z Władysławą Brzuskowską, z którą miał dwóch synów, Tadeusza i Stanisława.

## Ordery i odznaczenia
Za swą służbę otrzymał:
- Krzyż Srebrny Orderu Wojskowego Virtuti Militari nr 209 – 8 kwietnia 1921[13][14],
- Krzyż Walecznych,
- Medal Pamiątkowy za Wojnę 1918–1921,
- Medal Dziesięciolecia Odzyskanej Niepodległości,
- Polową Odznakę Pilota nr 73,
- włoską odznakę pilota.